# Characodoma rotundorum
Characodoma rotundorum är en mossdjursart som först beskrevs av Norman 1909.  Characodoma rotundorum ingår i släktet Characodoma och familjen Cleidochasmatidae. Inga underarter finns listade i Catalogue of Life.